# Niederlauch

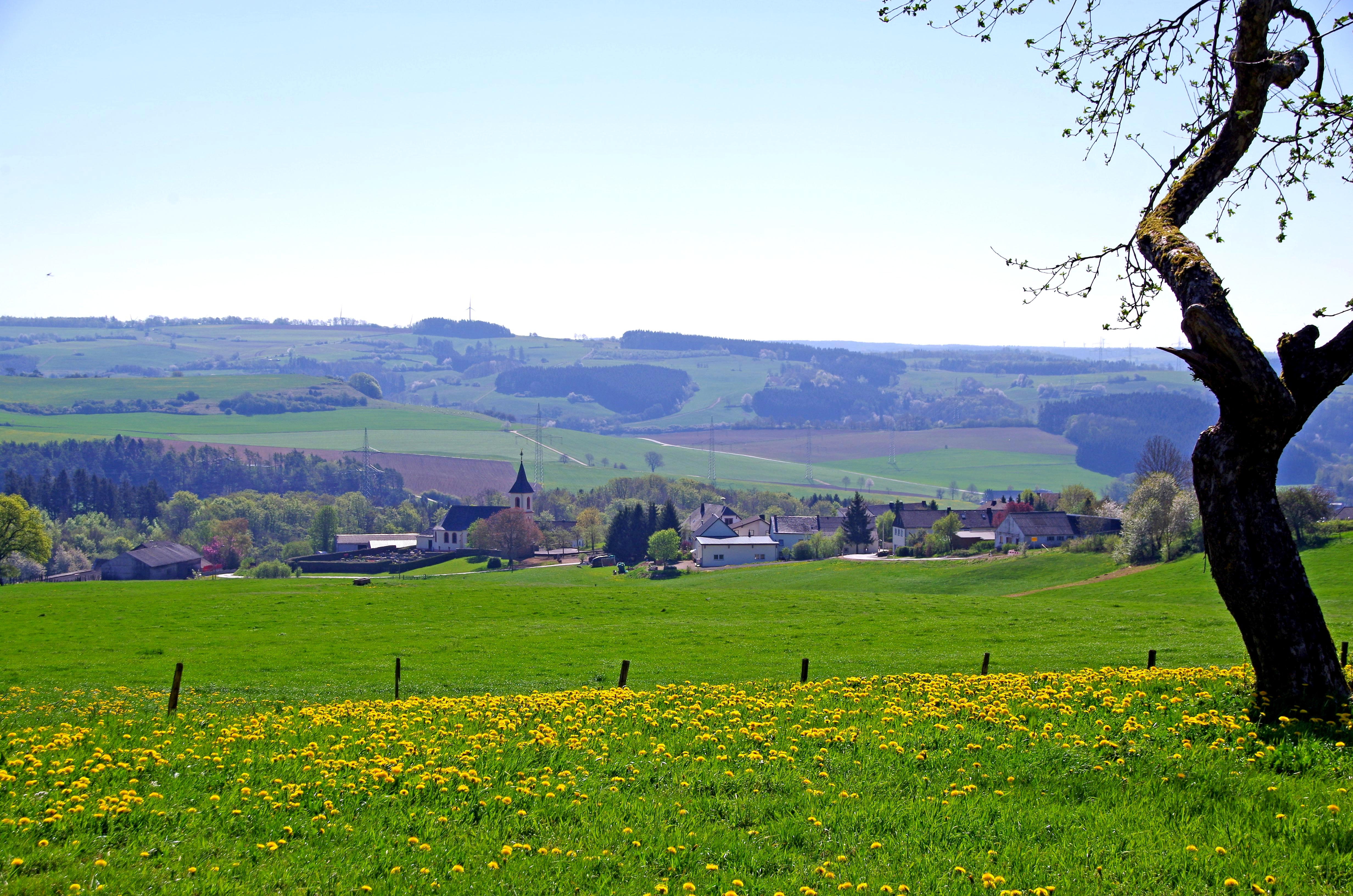
Niederlauch

Niederlauch ist eine Ortsgemeinde im Eifelkreis Bitburg-Prüm in Rheinland-Pfalz. Sie gehört der Verbandsgemeinde Prüm an.

## Geographie
Niederlauch liegt in der Westeifel.
Nachbarorte sind die Ortsgemeinden Oberlauch im Nordwesten, Dingdorf im Südosten und Winringen im Südwesten.

## Geschichte
Das Gebiet um Niederlauch war schon früh besiedelt, was durch den Fund von römischen Brandgräbern in den Jahren 1922 und 1926 belegt werden konnte. Die Gräber wurden bei Steinbrucharbeiten weitestgehend zerstört. Dokumentiert wurde ledigliche ein mit Steinplatten umstelltes Brandgrab mit geringen Beigaben aus dem 2. Jahrhundert n. Chr. Neben den römischen Brandgräbern entdeckte man 1958 im Mauerwerk der Kirche von Niederlauch eine römische Aschenkiste mit einer kaum noch lesbaren Inschrift. Diese war einst als Spolie verbaut worden.
Im Jahre 893 werden die Orte Oberlauch und Niederlauch im Güterverzeichnis der Abtei Prüm als Luhe erstmals urkundlich erwähnt. 1684 umfasste Niederlauch eine Feuerstelle.
Vor 1794 gehörten beide Ortschaften zum Kurfürstentum Trier, Oberlauch zum Amt Prüm, Niederlauch zum Amt Schönecken.
Die Inbesitznahme des Linken Rheinufers durch französische Revolutionstruppen beendete die alte Ordnung. Der Ort wurde von 1798 bis 1814 Teil der Französischen Republik (bis 1804) und anschließend des Französischen Kaiserreichs, zugeordnet der Mairie Dingdorf im Arrondissement Prüm des Saardépartements. Nach der Niederlage Napoleons kam Niederlauch aufgrund der 1815 auf dem Wiener Kongress getroffenen Vereinbarungen zum Königreich Preußen und gehörte nun zum Kreis Prüm des Regierungsbezirks Trier, der 1822 Teil der neu gebildeten preußischen Rheinprovinz wurde. Aus der Mairie wurde die Bürgermeisterei Dingdorf, die 1927 in Amt umbenannt und 1936 – zusammen mit anderen Ämtern – im vergrößerten Amt Schönecken aufging.
Als Folge des Ersten Weltkriegs war die gesamte Region dem französischen Abschnitt der Alliierten Rheinlandbesetzung zugeordnet. Nach dem Zweiten Weltkrieg wurde Niederlauch innerhalb der französischen Besatzungszone Teil des damals neu gebildeten Landes Rheinland-Pfalz.
Bevölkerungsentwicklung
Die Entwicklung der Einwohnerzahl von Niederlauch, die Werte von 1871 bis 1987 beruhen auf Volkszählungen:
| Jahr | Einwohner |
| ---- | --------- |
| 1815 | 35        |
| 1835 | 43        |
| 1871 | 50        |
| 1905 | 59        |
| 1939 | 63        |
| 1950 | 53        |
| 1961 | 48        |

| Jahr | Einwohner |
| ---- | --------- |
| 1970 | 49        |
| 1987 | 35        |
| 1997 | 46        |
| 2005 | 50        |
| 2011 | 46        |
| 2017 | 37        |
| 2023 | 30        |

## Politik

### Bürgermeister
Alexander Lindemann ist seit dem 28. Juni 2019 Ortsbürgermeister von Niederlauch.
Lindemanns Vorgänger Norbert Heinen hatte das Amt von 1999 bis 2019 ausgeübt.

## Sehenswürdigkeiten
Die Pfarrkirche St. Martin ist ein spätgotischer Saalbau mit barocker Ausstattung.

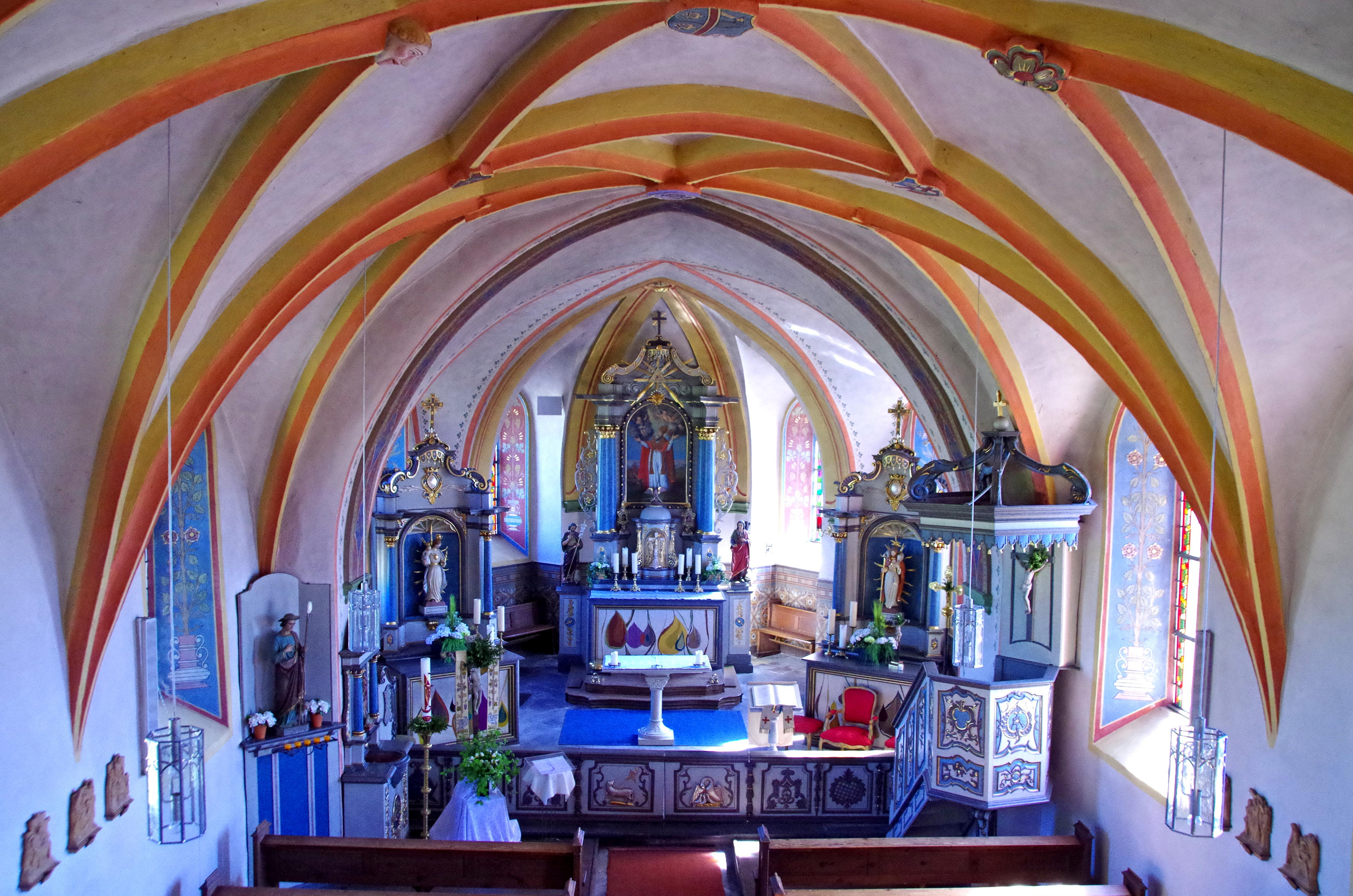
Barockausstattung
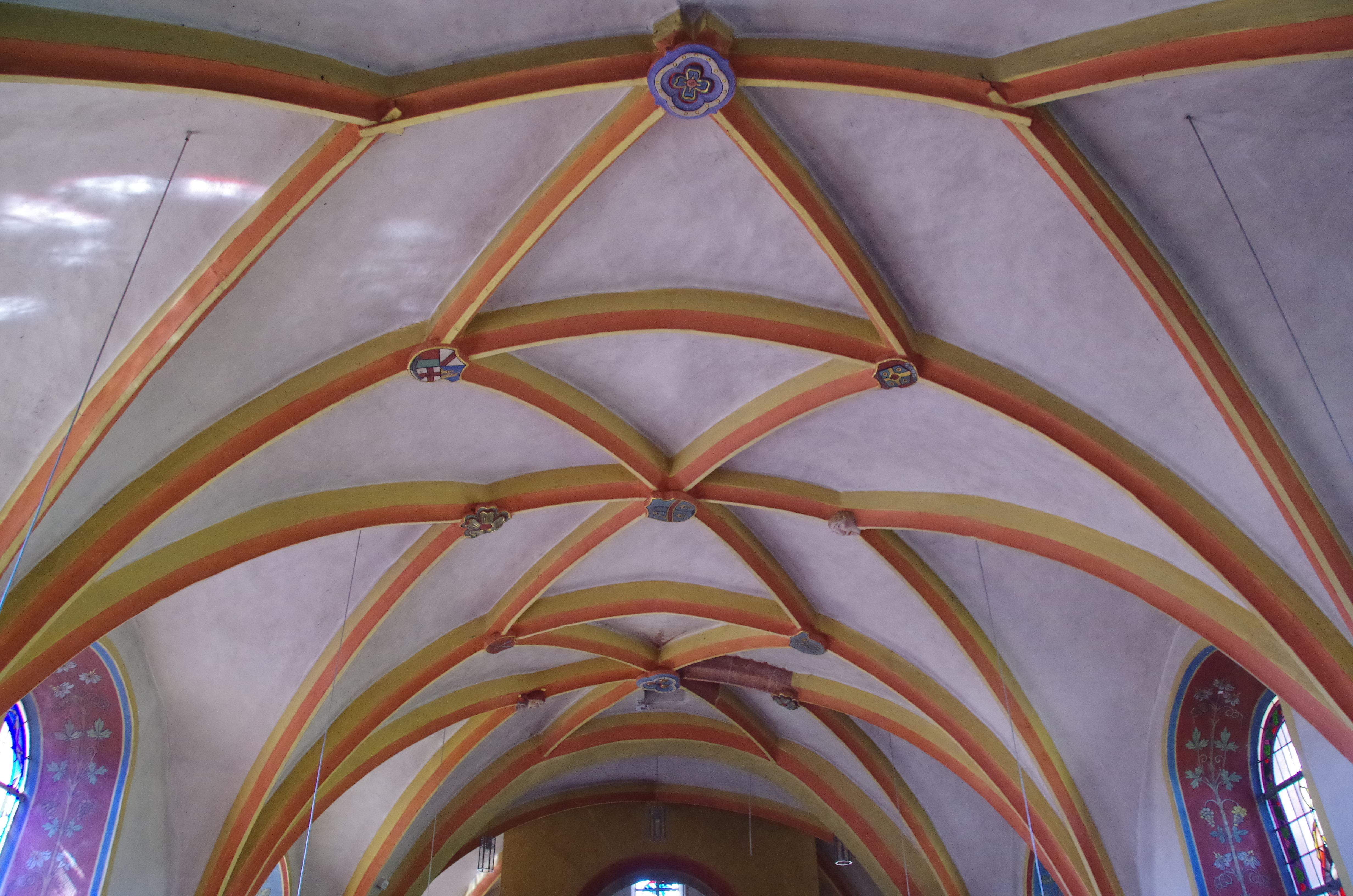
Gotisches Deckengewölbe
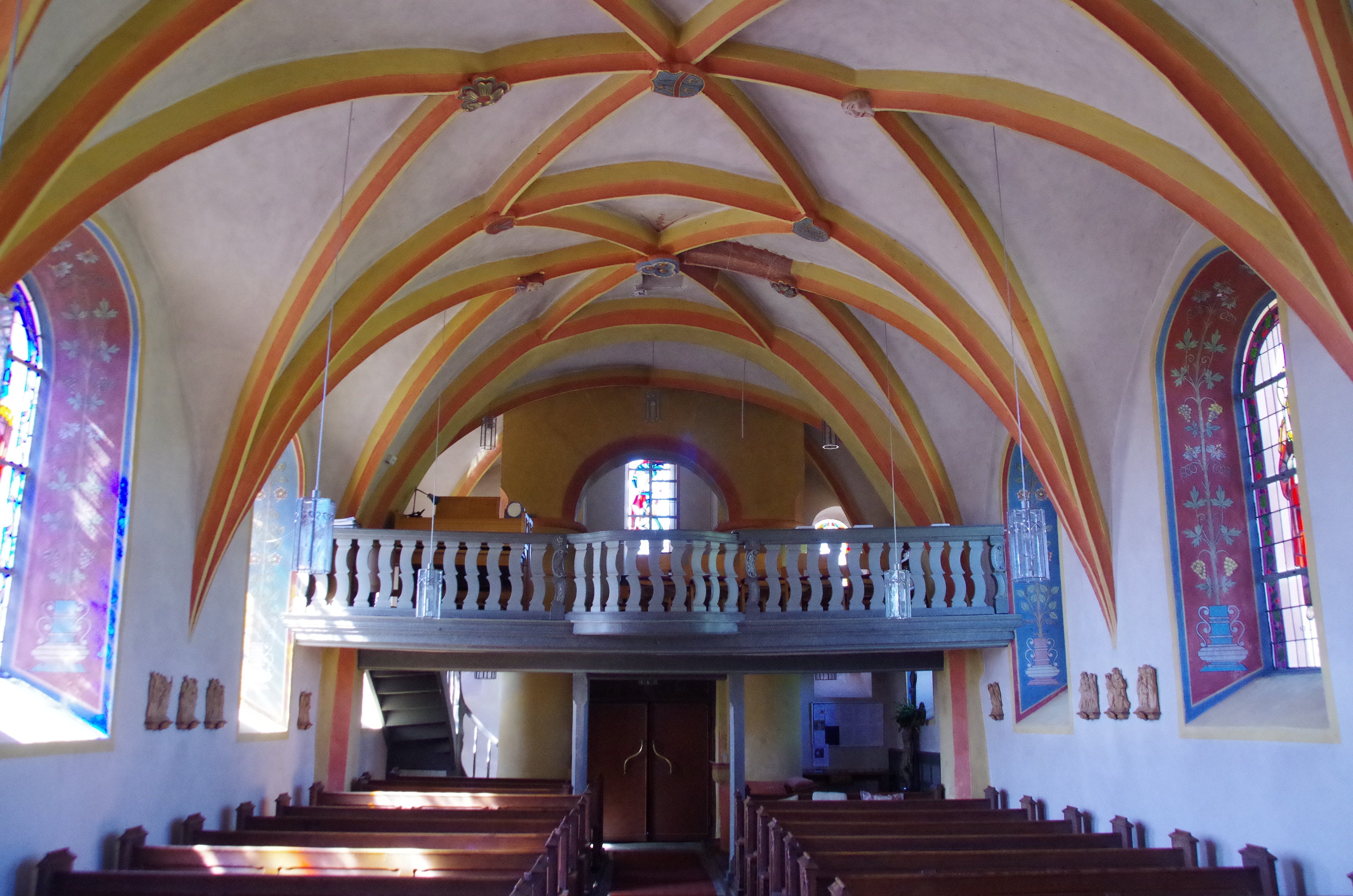
Blick zur Empore
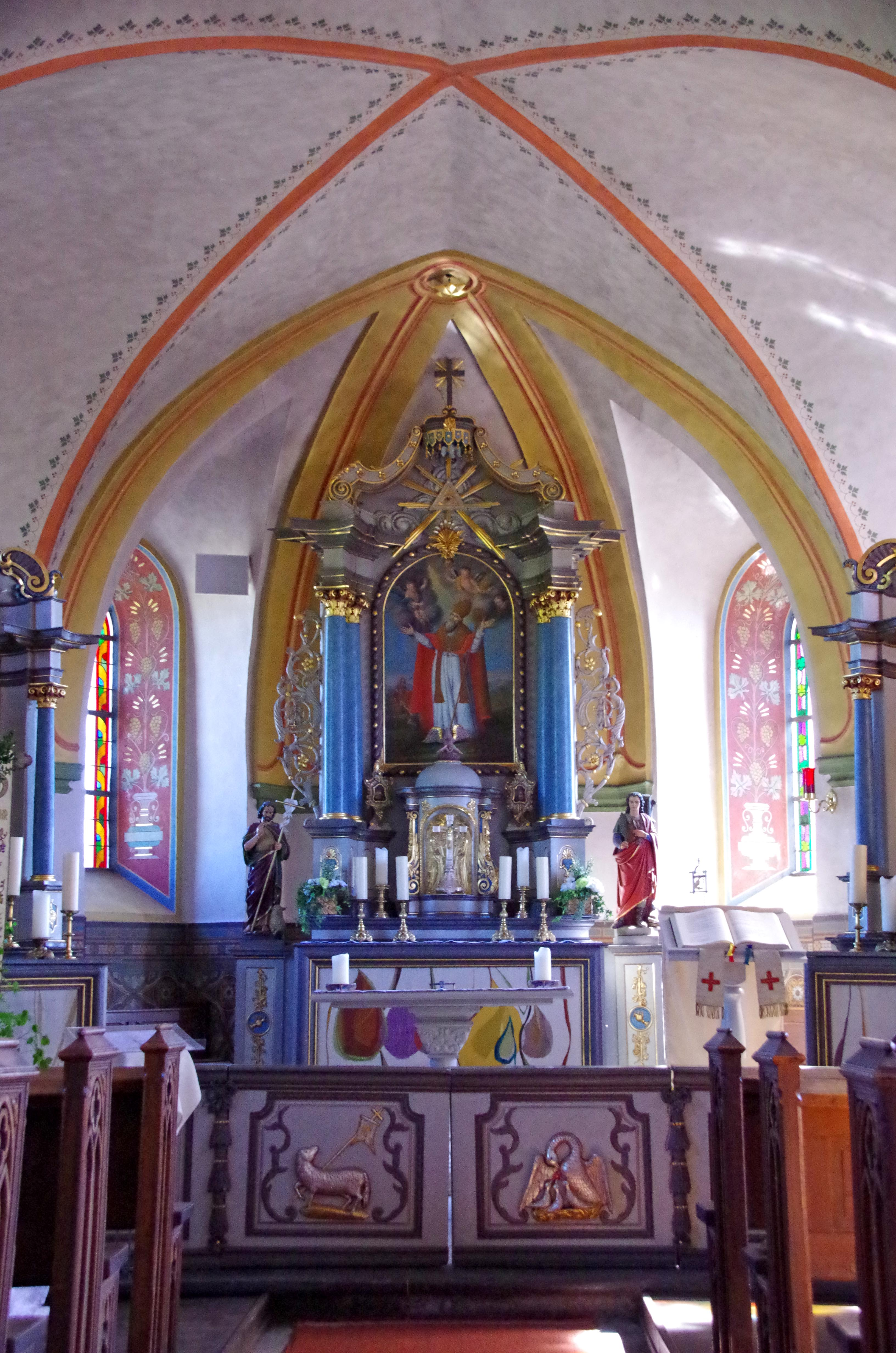
Hochaltar (um 1775)
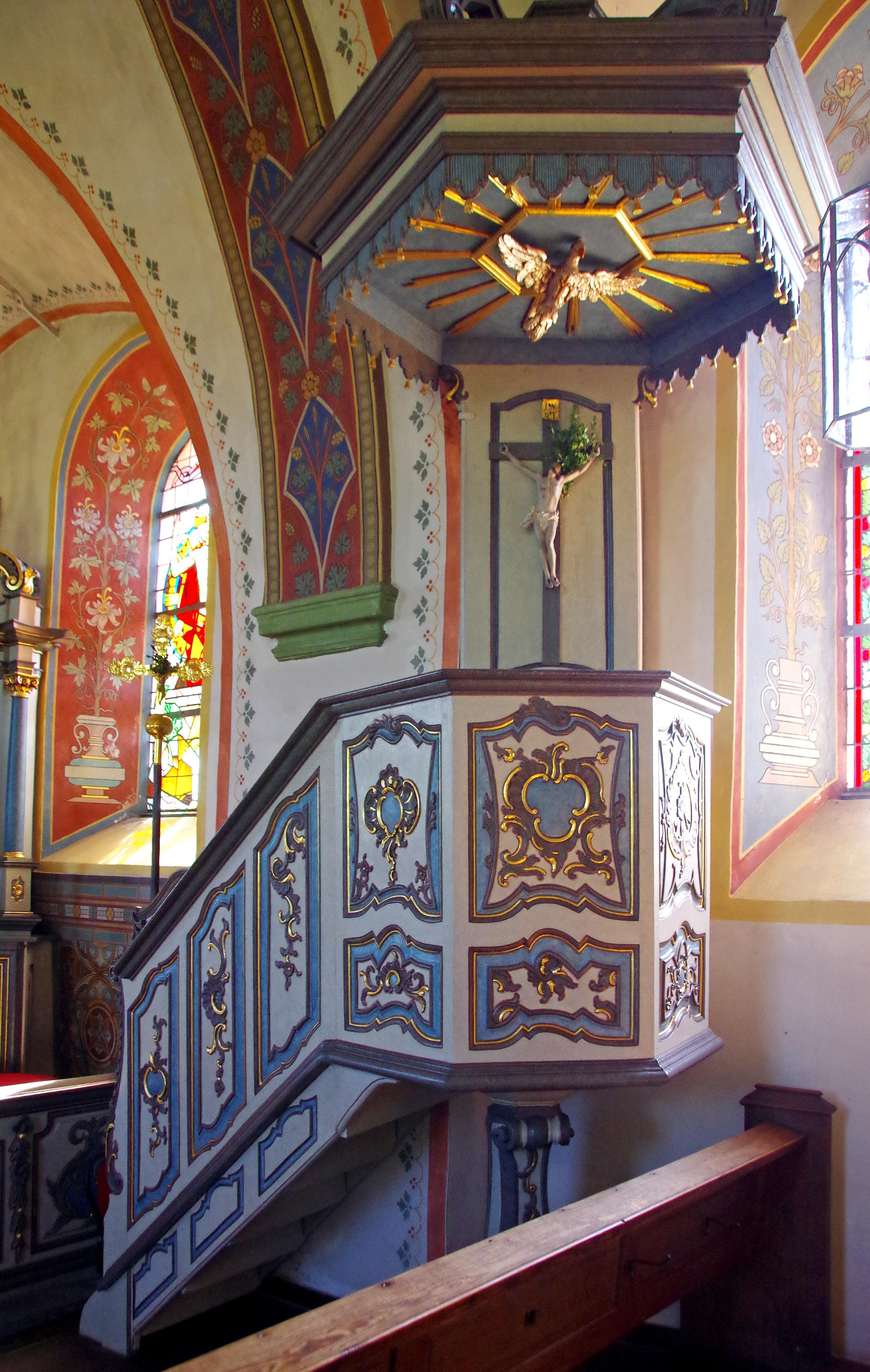
Kanzel
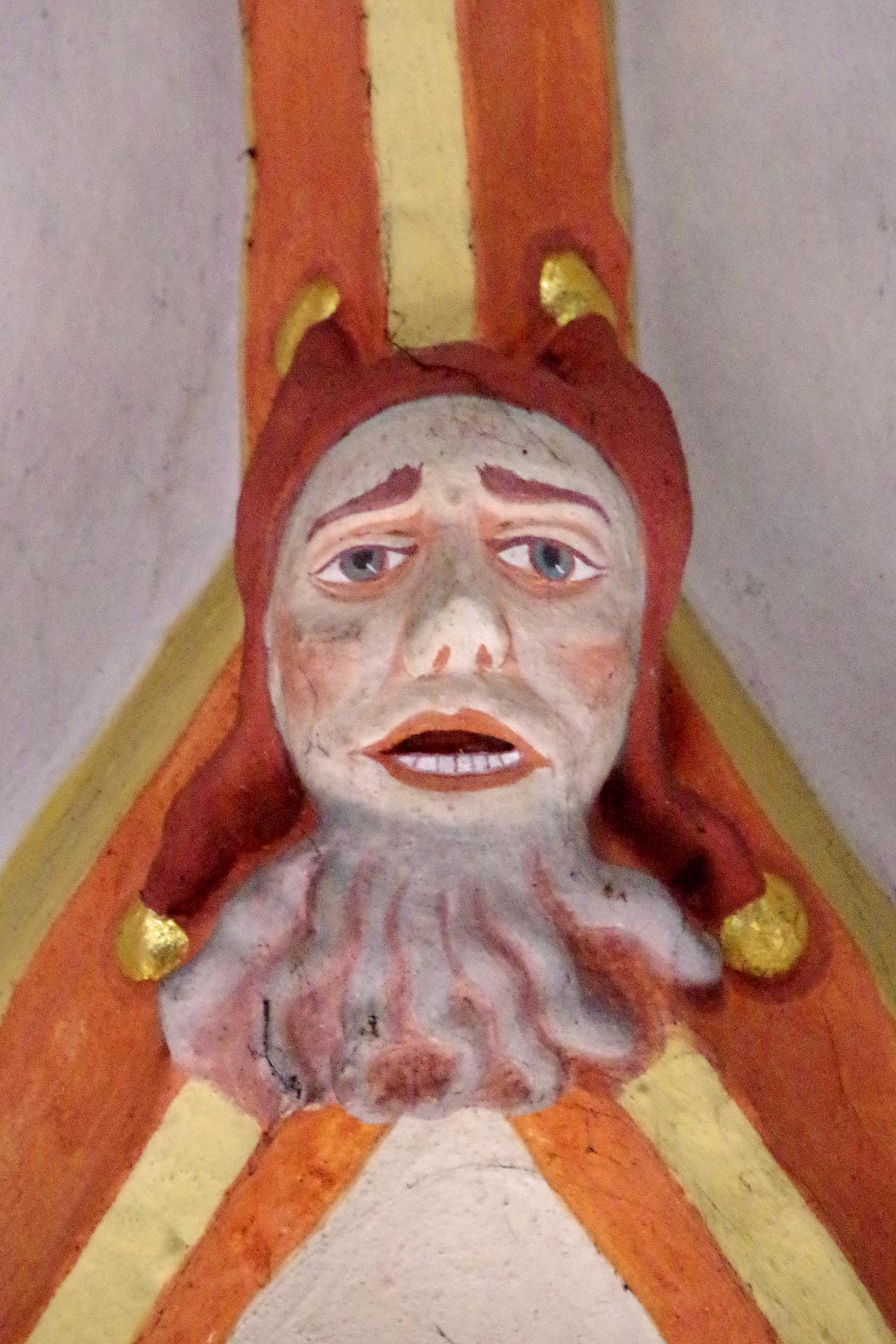
Schlussstein
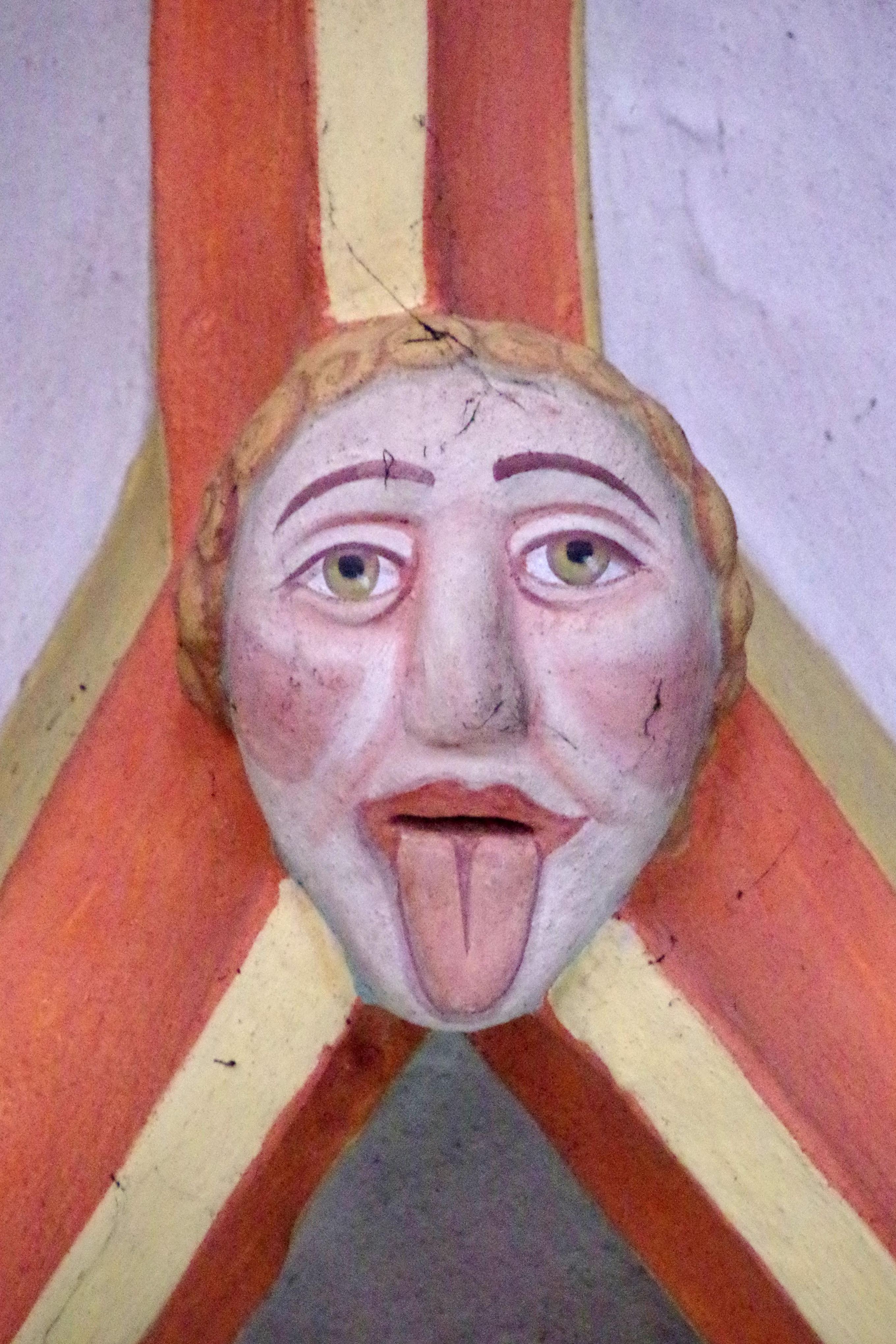
Schlussstein

Siehe auch: Liste der Kulturdenkmäler in Niederlauch

## Verkehr
Niederlauch wird von der Kreisstraße 183 an das öffentliche Straßennetz angeschlossen.